# 바람꽃
바람꽃(Anemone narcissiflora)은 미나리아재비과의 여러해살이풀이다. 한국·중국·일본·러시아·유럽·미국의 고산 지대의 그늘진 곳에서 분포하며, 한국에서는 강원도 속초시, 양양군, 인제군에서 분포한다.
굵은 뿌리줄기에서 자란 줄기는 높이가 20-40cm에 달하며, 긴 백색 털이 있다. 뿌리잎은 잎자루가 길고 3개로 갈라진 갈래조각은 다시 잘게 갈라진다. 꽃은 7-8월에 백색으로 피고, 꽃잎이 없으나 꽃잎 같은 꽃받침조각이 5개 또는 7개인 것도 있다. 수과는 넓은 타원형이고, 가장자리에 두꺼운 날개가 있으며, 끝에 길이가 6-7mm, 폭이 5mm 정도 꼬부라진 암술대가 남아 있다.